# 藝術家公寓
藝術家公寓是莫斯科七姐妹之一，也是史達林式建築的代表作。

## 历史
藝術家公寓於1947年9月開始修建，1952年竣工，設計者是德米特里·切丘林和安德烈·羅斯特科夫斯基（Andrei Rostkovsky）。藝術家公寓高32層176（577英尺）。許多著名文化人，如瓦西里·阿克肖諾夫都曾是藝術家公寓的居民。该建筑还包括了一座面向莫斯科河的九层公寓。